# Бхаґіратха

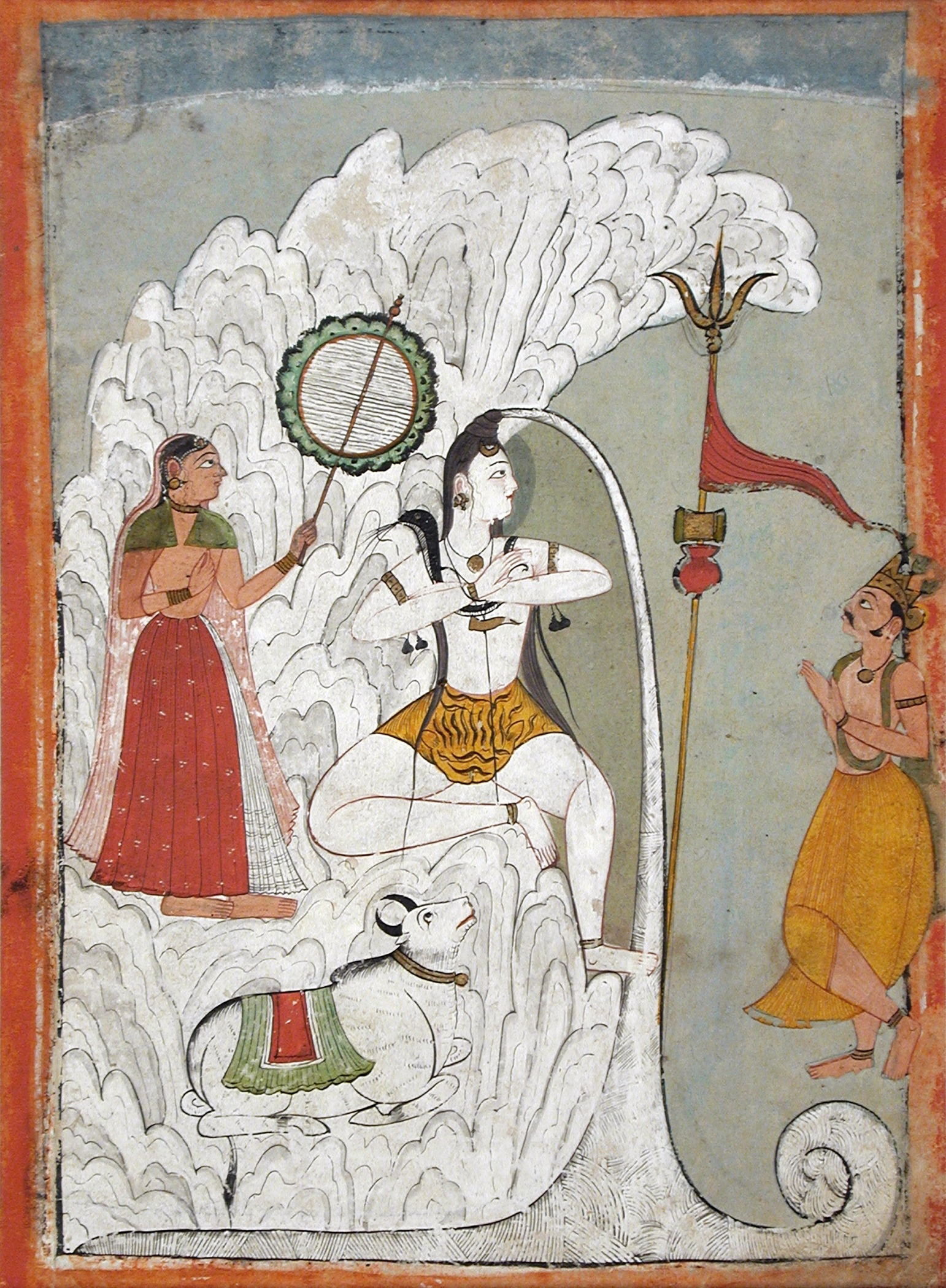
Шива несе Ґанґу, а за ним спостерігають богиня Парваті, мудрець Бхаґіратха а і бик Нанді (малюнок близько 1740 року).

Бхаґіратха (санскр. भगीरथ, bhagīratha) — великий монарх в індуїстській міфології, знаменитий тим, що він приніс річку Ганг (персоніфіковану у вигляді богині Ґанґи) на Землю. Його історія найкраще висвітлена в епосі Рамаяна.

## Раннє життя
Бхаґіратха а був монархом давньоіндійської держави Косала (на території сучасного штату Уттар-Прадеш) і нащадком короля Саґара, тобто представником династії Сур'яванша. Також він був одним з передвісників Рами.
Ще в дитинстві він втратив батька, його виховувала мати. Бхаґіратха а був дуже кмітливим, добродійним та добрим. Коли він досяг повноліття, йому дістався трон Косали. Він був дуже релігійним правителем та піклувався про своїх підданих, як передбачала дхарма.

## Принесення Ґанґи на Землю

### Прокляття Капіли
Коли король Саґара вирішив виконати Ашвамедху (жертвоприношення коня), його прислужники не змогли знайти жертвенну тварину. Горді та спритні принци прочісували всю Індію в пошуках, знищуючи ліси та селища на своєму шляху. Нарешті вони прибули до затишного селища, де медитував мудрець Капіла, а за його спиною стояв білий кінь. Принци назвали Капілу крадієм і напали на нього. Однак, скориставшись магічною силою, Капіла обернув принців у попіл.
За одною з версій, кінь був викрадений заздрісним Індрою, що не бажав успішного виконання Ашвамедхи й сховав його у печері, де медитував Капіла, щоб відвернути звинувачення від себе.
За іншою легендою, Капіла сказав принцу Аншуману, онуку Саґари та сину Асаманджі, що прийшов у пошуках коня та своїх братів, що єдиним шляхом відправити душі вбитих принців у рай було шляхом виконання церемонії Ніравапанджалі, занурення попелу у священні води річки Ґанґи, що текла у небісній країні Сварзі.

### Тапас Бхаґіратха и

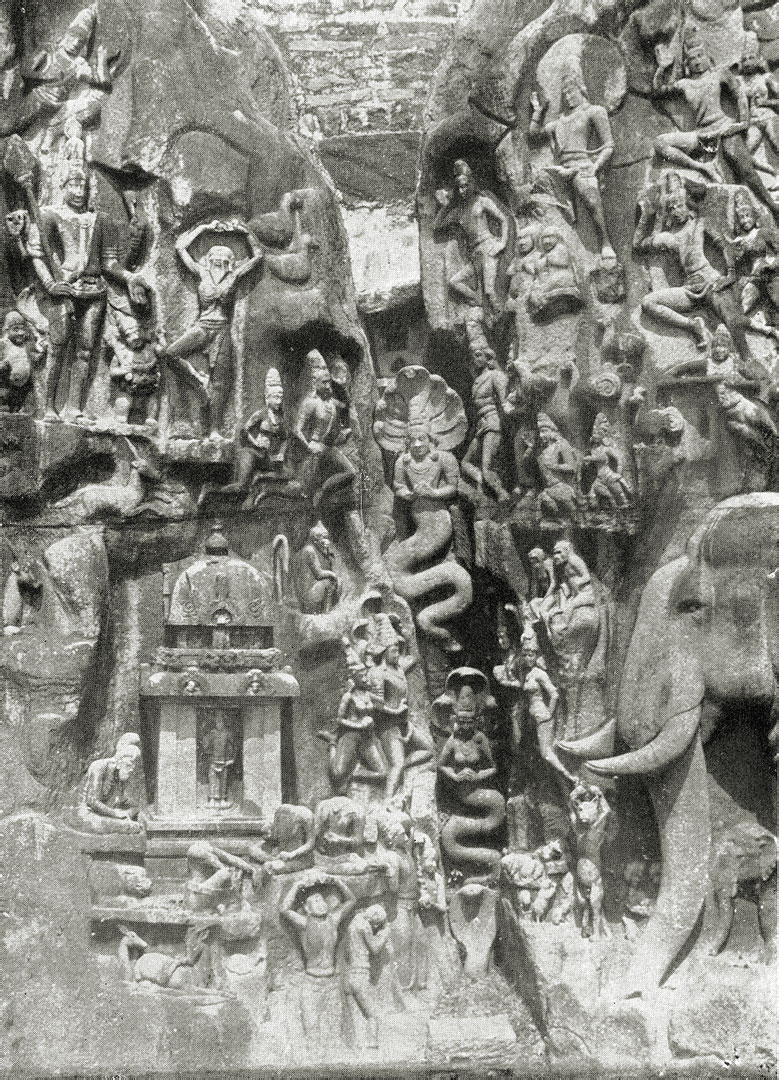
«Покаяння Бхаґіратха и», рельєф у Махабаліпурамі.

Для зняття прокляття Капіли було потрібно принести Ґанґу на Землю, що вважалося майже нездійснимою задачею та вимагало багатьох років тапасу та молитов. Королі Косали багатьох поколінь не могли зробити цього. В результаті гріхи тисяч принців об'єднувалися та почали приводити до природних катастроф. Королівство почало втрачати свою силу та багатство, і на час, коли на троні опинився Бхаґіратха а, країною було майже неможливо керувати.
Для вирішення проблеми, Бхаґіратха а передав правління міністрам, яким довіряв, а сам відправився до Гімалаїв, щоб виконати тапас у їх суворому кліматі. Протягом тисячі років він виконував тяжкі покаяння богу Брахмі, і через тисячу років Брахма спустився до нього та дозволив просити чого завгодно. Бхаґіратха а попросив Брахму принести Ґанґу на Землю, щоб можна було виконати у її водах священну церемонію.
Брахма міг виконати прохання, але не міг зупинити річку після цього, тому він направив Бхаґіратха у до бога Шиви, єдиного, хто міг впоратися з Ґанґою. Оскільки Ґанґа — найбільша річка, лише Шива мав достатньо сил, щоб стримати її руйнівну дію.
Бхаґіратха а вконав тапас і для Шиви, харчуючись лише повітрям. Через рік Шива зійшов до Бхаґіратха и та сказав, що той не повинен був виконувати тапас заради настільки благородної мети. Він запевнив Бхаґіратха у, що допоможе йому з утриманням Ґанґи.

### Падіння Ґанґи
Після століть поклоніння йому з боку Дев, Ґанґа стала дуже пихатою. Вона насміялася над Брахмою, коли той наказав їй текти на Землю, але мала виконати наказ, оскільки Брахма був її батьком.
Але Ґанґа була впевнена, а саме цього боявся Бхаґіратха а, що ніхто не зможе зупинити її течію, і що вона змиє все на Землі. Коли Ґанґа впала водоспадом зі Сварґи, Бхаґіратха а та боги жахнулися від реву та кількості води, що линула вниз. Але бог Шива з'явився перед річкою, і схопив Ґанґу одразу, як лише та впала на Землю.
Ґанґа боролася за свою свободу, але не змогла зворушити Шиву. Бхаґіратха а звернувся до Шиви з проханням звільнити Ґанґу після утихомирення її пихи. Так річка і зараз стікає із Сварґи через руки Шиви на Землю, хоча й повільніше та спокійніше.

### Встановлення річки
Бхаґіратха а сам проклав шлях для Ґанґи своєю колісницею через усю Індію до океану. На своєму шляху річка омила рештки 60 тис. синів Саґари, що змогли піднятися на небо та почали хвалити Бхаґіратха у.

## Спадщина
За зусилля з принесення Ґанґи на Землю, річка у верхній течії зараз відома за назвою «Бхаґіратха і» — «дочка Бхаґіратха и», як її назвав бог Брахма. Зусилля Бхаґіратха и широко вихвалялися богами та нащадками, вони відомі як «вихваляти праятна» та є джерелом натхнення для всіх, хто намагається зробити щось благородне, але надзвичайно важке.